# Малый Соловьёвск
Малый Соловьёвск — село в Борзинском районе Забайкальского края России в составе сельского поселения «Соловьёвское».

## География
Расположено на железнодорожной ветке Забайкальской железной дороги Борзя — Соловьёвск, в 90 км к юго-западу от районного центра, города Борзи, на границе с Монголией примерно в 3 километрах на восток от села Соловьевск.

## Население
| 2021 |
| ---- |
| 0    |

## Климат
Климат резко континентальный с жарким летом и холодной солнечной и малоснежной зимой. Средняя температура в июле +16 — +20°С), в январе −26 — −28 °С. Ср. кол-во осадков не превышает 350 мм/год, особенно засушливы весна и начало лета. Продолжительность вегетационного периода до 150 дней и более.

## История
Основано в 2013 году выделением из села Соловьёвск пристанционного посёлка в отдельный населённый пункт. На федеральном уровне  присвоение соответствующего наименования было принято Распоряжением Правительства России от 26 февраля 2015 года № 306-Р.

## Транспорт
Железнодорожная станция Соловьёвск. На май 2014 года железная дорога поддерживалась в рабочем состоянии, но пассажирское движение как через границу, так и вглубь России отсутствует.

## Пограничные пункты пропуска
В Малом Соловьёвске имеется два пункта пропуска через российско-монгольскую границу: железнодорожный, на котором не существует пассажирского движения, и автомобильный.